# Macroteleia peliades
Macroteleia peliades är en stekelart som beskrevs av Mikhail Vasilievich Kozlov och Lê 2000. Macroteleia peliades ingår i släktet Macroteleia och familjen Scelionidae. Inga underarter finns listade i Catalogue of Life.